# Burguenlândia
O Burguenlândia (em alemão: Burgenland; Őrvidék em húngaro, Gradišće em croata, Gradišče em prekmura, Gradiščanska em esloveno) é um dos nove estados federados (Land) da Áustria, localizada ao leste do país.
Estende-se por 166 km de norte a sul, porém de leste a oeste tem apenas 5 km em Sieggraben. Seus Länder limítrofes são a Baixa Áustria a norte e a Estíria a oeste, e tem fronteiras com a Eslováquia a nordeste, a Hungria a leste e a Eslovênia ao sul.
A área de 3 966 km² (terceiro menor Estado) é ocupada por 283 954 habitantes (estimativa 2010), o que o torna o menos populoso dos Länder. Importantes minorias croatas (29 a 45 mil) e magiares (5 a 15 mil) vivem aí.
A capital, Eisenstadt, tem onze mil habitantes.

## Administração
No Burguenlândia existem duas cidades estatutárias (Statutarstädte) e 7 distritos (Bezirk). Do norte para o sul:
|  | Combinam os atributos de distrito e cidade: - Eisenstadt - Rust Capitais entre parênteses: - Neusiedl am See (Neusiedl am See) - Eisenstadt-Umgebung (Eisenstadt) - Mattersburg (Mattersburg) - Oberpullendorf (Oberpullendorf) - Oberwart (Oberwart) (húngaro: Felsőőr) - Güssing (Güssing) - Jennersdorf (Jennersdorf) |